# Samuel Theodor Gericke
Samuel Theodor Gericke, auch „Gerike“ geschrieben; (* 1665 in Spandau; † 12. Juli 1729 in Berlin) war ein deutscher Historien- und Bildnismaler sowie Kunsttheoretiker. Er war Mitglied sowie Rektor und Direktor der Preußischen Akademie der Künste.

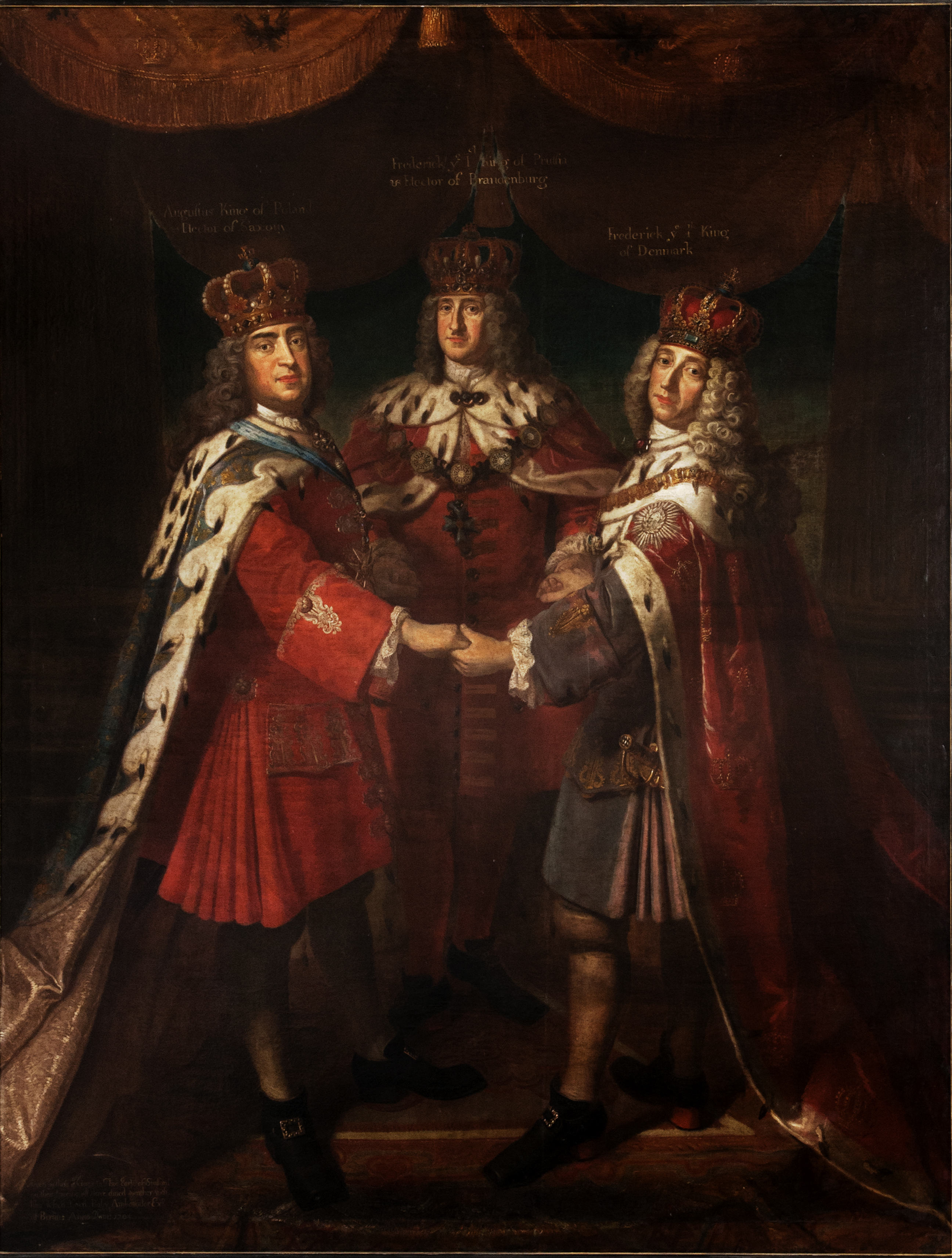
Dreikönigstreffen Friedrichs I. (Preußen, Mitte) mit August II. (Polen, links) und Friedrich IV. von Dänemark am preußischen Hof, Ölgemälde von Samuel Theodor Gericke, 1709

## Ausbildung
Gericke erlernte das Handwerk der Kunstmalerei bei dem niederländischen Maler und Architekten Rutger von Langerfeld, der seit 1678 am Hof des Kurfürsten Friedrich Wilhelm wirkte. Weitere Schüler van Langerfelds waren Friedrich Wilhelm Weidemann und Langerfelds Sohn Wilhelm Langerfeld.
Gericke war 1687–88 auch Schüler des Bildnismalers Gédéon Romandon in Berlin. 1691 ging er zusammen mit Elias Terwesten, Bruder von Augustin und Matthäus auf Kosten des Kurfürsten Friedrich III. von Brandenburg nach Spanien und Italien. In Rom bildete er sich an der Schule Carlo Marattas weiter; außerdem ließ er dort in kurfürstlichem Auftrag „die besten Statüen und Antiquien in Gips oder Wachs, zum Nutzen der Berliner-Academie, abgießen und formen“. Gericke spezialisierte sich auf die Historienmalerei.

## Tätigkeit als Kunsttheoretiker und Maler
Zurück aus Italien, wurde Gericke 1696 als kurbrandenburgischer Hofmaler bestallt. Drei Jahre danach erfolgte seine Ernennung zum Adjunktus und Professor an der 1694/1696 vom brandenburgischen Kurfürsten und späteren König in Preußen Friedrich I. gestifteten Berliner Akademie der Künste, deren Direktionsgeschäfte er 1705–06, 1708–09 und 1711–12 leitete. 
Aus diesem Zeitraum stammen seine kunsttheoretischen Abhandlungen über „Die Perspektive“ (1699, Manuskript Berlin, Akademie der Künste), die „Stellung des Modells“ (Manuskript, 1705) und die „Examinierung eines Kunstgemäldes“ (Manuskript, 1705) sowie seine Übersetzungen der „Theorie der Malerei“ von C. A. du Fresnoy (Berlin 1699), der „Anleitung zur Zeichenkunst“ von G. de Lairesse (1705) und der „Kurzen Verfassung der Anatomie“ von Tortebat (1706).
Von seinen dekorativen Wand- und Deckenbildern sind folgende hervorzuheben: die Ausmalung des gewölbten Hasen- (Speise- oder Grotesken-)Saales im Schloss zu Oranienburg (eine ausführliche Beschreibung dieser verlorenen Malereien lieferte Jean de Porrè 1697), ferner Deckenbilder im Schloss Caputh bei Potsdam, im (zerstörten) Berliner Schloss und im (ebenfalls vernichteten) Palais Creutz in Berlin. Auch religiöse Malereien, Altarbilder, sind von Gericke bekannt und verschiedene repräsentative Bildnisse (König Friedrich I., Großer Kurfürst, Dreikönigstreffen, Ehefrau Eleonore Gericke, polnischer Jäger Johann Philipp und einige Unbekannte) sowie Bildniszeichnungen. Dazu kommen eine Reihe von Radierungen und Buchillustrationen.

## Werke

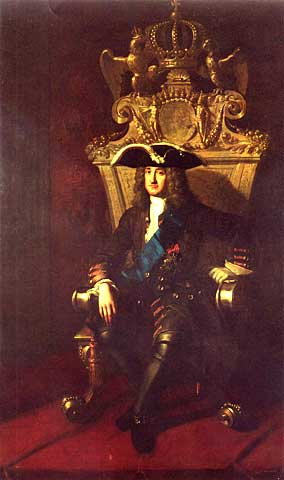
Gemälde Friedrich I. von Preußen

- Gemälde Friedrich Wilhelm I. (1688–1740) als Kind im roten Jägerrock und mit Schwarzem Adlerorden.
- Gemälde Friedrich I. von Preußen
- Gemälde Allianzbildnis der Könige Friedrich I. in Preußen, Friedrich IV. von Dänemark und August II. in Pole, 1709. Abgebildet bei Scharmann, S. 14, und bei :Stiftung Preußische Schlösser und Gärten (Hg.): Schloss und Park Caputh. Berlin und München 2009, S. 18. (Das Gemälde hängt heute im Schloss Caputh, Porzellankammer.)
- Kupferstich Idealansicht des Antikenkabinetts. (Zugeschrieben). Aus: Lorenz Beger, Thesaurus Brandenburgicus, 1704, S. 1. Wiederabgebildet bei Guido Hinterkeuser, Das Berliner Schloss, Berlin 2003, S. 363 (Katalog Nr. 152).
- Kupferstich Ansicht der Schloßkapelle gegen Süden. (zugeschrieben). Aus: Lorenz Beger, Thesaurus Brandenburgicus, 1704, S. 3. Wiederabgebildet bei Guido Hinterkeuser, Das Berliner Schloss, Berlin 2003, S. 364 (Katalog Nr. 153).
- Deckengemälde Fama als Verkünderin des Ruhmes des brandenburgischen Herrscherhauses (signiert und datiert: 1687) mit den Bildnissen des Kurfürstenpaares. (Das Bild hängt heute im „Vorgemach des Kurfürsten“, Raum 24, Schloss Caputh). Abgebildet in: Stiftung Preußische Schlösser und Gärten (Hg.): Schloss und Park Caputh. Deutscher Kunstverlag, Berlin und München 2009, S. 25.